# Jan Sienieński (wojewoda podolski)
Jan Sienieński z Pomorzan herbu Dębno (zm. w 1598/1599 roku) – wojewoda podolski w latach 1588–1597, kasztelan lwowski w latach 1585–1588, kasztelan żarnowski w latach 1568–1584, starosta czorsztyński w latach 1578–1599, starosta horodelski w latach 1583–1599.

## Życiorys
Był wyznania kalwińskiego, ale tolerancyjnym. W roku 1569 założył miasto Raków i ogłosił w nim tolerancję religijną, dzięki czemu stało się ono centrum arianizmu. Utrzymywał w swojej rezydencji w Pomorzanach zbór kalwiński
Ożeniony z gorliwą członkinią Braci Polskich Jadwigą Gnoińską, po jej śmierci ze współwyznawczynią Anną Lanckorońską. Z pierwszego małżeństwa miał synów Krzysztofa i Jakuba (który przeszedł na arianizm), Jana oraz córkę Jadwigę, żonę Jana Zbigniewa Ossolińskiego. Z drugiego małżeństwa miał synów Adama i Jana.
Poseł na sejm warszawski 1563/1564 roku z ziemi lwowskiej. Poseł na sejm parczewski 1564 roku z województwa ruskiego. Poseł na sejm piotrkowski 1565 roku z ziemi lwowskiej. Był sygnatariuszem aktu unii lubelskiej 1569 roku. W 1577 roku został wybrany deputatem sądów ultimae instantiae województwa sandomierskiego. Obecny na sześciu sejmach z czasów Stefana Batorego: 1576 (koronacyjny), 1578, 1579/1580, 1581, 1582, 1585. Jako kasztelan lwowski obecny był na sejmie koronacyjnym Zygmunta III Wazy w Krakowie w 1587/1588 roku. W 1589 roku był sygnatariuszem ratyfikacji traktatu bytomsko-będzińskiego na sejmie pacyfikacyjnym. W latach 1594–1599 w sposób skuteczny procesował się z miastem Nowym Targiem o wieś Gronków, mimo że dekretem królewskim był on objęty banicją, utratą godności i dzierżawionych i spornych dóbr. 
Jako właściciel Monasterzysk, w 1552 otrzymał od  króla Zygmunta II Augusta przywilej na prowadzenie targów w piątki i jarmarku na św. Jędrzeja (16 maja), 1557 – jarmark na dzień św. Krzyża.